# Еміль Бріг
Еміль Бріг (1924 — 2002) — ізраїльський військовик, учасник війни за незалежність Ізраїлю. Один з дванадцяти осіб, удостоєних звання Героя Ізраїлю.

## Біографія
Народився у 1924 році в місті Тарнів (Польща).
Після початку Другої світової війни опинився на території, окупованій Червоною армією. На початку німецько-радянської війни був схоплений фашистами на Буковині, дорогою до концтабору втік, приєднався до партизанів. Брав участь у сіоністському підпіллі в Угорщині, за що був схоплений та засуджений до страти. Звільнений частинами Червоної армії, у лавах якої перебував до кінця війни.
По закінченні війни емігрував до Ізраїлю. Протягом двох років мешкав у кібуці Тель-Іцхак. Брав участь у діяльності Хагани. З початком війни за незалежність Ізраїлю — солдат бригади Голані.
14 травня 1948 року брав участь у обороні кібуцу Гешер. З початком масованого наступу бронемашин ворога на позиції оборонців, ізраїльтяни вирішили підірвати три мости, щоб зупинити наступ. Два мости злетіли у повітря, а на третьому вибухівка не спрацювала. Під нищівним вогнем ворога сержант Еміль Бріг дістався мосту й привів заряд у дію.
17 липня 1949 року на урочистій церемонії за участі прем'єр-міністра і міністра оборони Ізраїлю Давида Бен-Гуріона, начальника Генерального штабу Яакова Дорі, інших високопосадовців, президент Ізраїлю Хаїм Вейцман вручив Емілю Брігу планку і почесну грамоту Героя Ізраїлю (Гібор Ісраель).
По закінченні військової кар'єри брав участь у розшуку військових злочинців у Європі. Згодом відкрив агенцію з продажу квитків на культурно-масові заходи.

## Літературна діяльність
Еміль Бріг написав і видав автобіографічну книгу «Встань і воюй» (івр. קום והילחם).